# Monreal del Campo
Monreal del Campo es una localidad y municipio español perteneciente a la comarca del Jiloca, de la cual es capital de desarrollo agropecuario, al noroeste de la provincia de Teruel, comunidad autónoma de Aragón. Tiene un área de 89,05 km² y una población de 2541 habitantes (INE 2024).

## Geografía
Integrado en la comarca del Jiloca, se sitúa a 58 km de la capital turolense. El término municipal está atravesado por la autovía Mudéjar A-23, que conecta Zaragoza con Teruel, además de por la carretera nacional N-234, que permite la comunicación con Daroca y Teruel (en el tramo entre Teruel y Daroca también es parte de la N-330) y por la carretera N-211 entre los pK 102 y 112. También cuenta con su propia estación de tren a las afueras del pueblo, con la cual se puede ir a Teruel, Huesca, Zaragoza, Valencia, Murcia, Cartagena y pueblos cercanos a Monreal.
Monreal del Campo está situado en la depresión longitudinal ibérica Calamocha-Teruel, junto al río Jiloca, que desciende de sur a norte. Hay que destacar la presencia de una serie de manantiales en el cauce actual del río, los denominados «Ojos del Jiloca». La altitud del municipio oscila entre los 1213 m en sierra de Lidón, al sureste, y los 929 m a orillas del río Jiloca. El pueblo se alza a 939 m sobre el nivel del mar. 
| Noroeste: Blancas       | Norte: Torrijo del Campo   | Noreste: Torrijo del Campo  |
| Oeste: Pozuel del Campo |                            | Este: Rubielos de la Cérida |
| Suroeste: Ojos Negros   | Sur: Villafranca del Campo | Sureste: Bueña              |

Su temperatura media anual es de 10,9 °C y tiene una precipitación anual de 395 mm.

### Espacios naturales

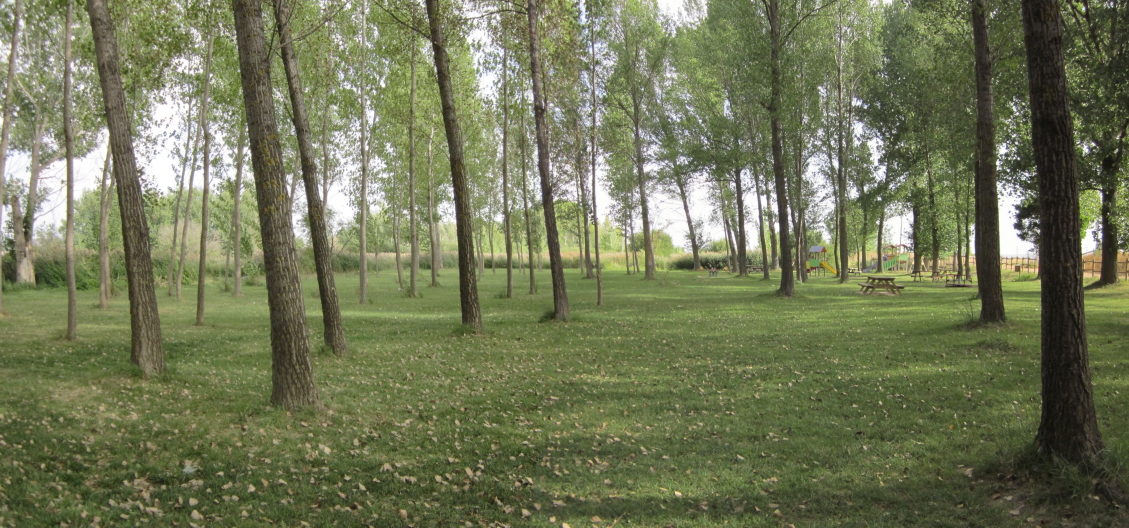
Chopera en las cercanías de los Ojos de Monreal.

En el término municipal de Monreal se encuentran los Ojos del Jiloca u Ojos de Monreal. En cuanto a extensión, es el mayor humedal de descarga de aguas subterráneas de la confluencia de la Cordillera Ibérica con los valles de los ríos de la cuenca del Ebro, y uno de los mayores de este tipo en España. Da lugar a manantiales conectados entre sí en forma de rosario, conocidos en la zona como «Ojos» por la forma que tienen. Constituyen el nacimiento natural del Jiloca.
La vegetación es la típica de las zonas encharcadas o con nivel freático alto, compuesta por carrizos, aneas, sauces, chopos y álamos. El paraje es el hábitat de especies como el barbo, el cangrejo americano, la rata de agua así como de una rara nutria.

## Historia
Los hallazgos de monedas romanas e iberas indican la antigüedad de los asentamientos en este municipio, en el que se erigió la mansión romana de Albónica.
Pero la fundación de Monreal del Campo tuvo lugar después de la conquista de Calatayud y Daroca a los almorávides y tras la batalla de Cutanda (1120). Alfonso I el Batallador decidió fundar y construir un castillo en «un lugar que se halla a las fuentes del río Jiloca, y que llaman los Ojos», para ser utilizado como punto de avanzada en el centro de la llanura del Jiloca.
La fundación de la localidad se conoce a través de una carta del arzobispo Guillermo de Aux por la que solicita ayuda económica para la recién creada Militia Christi de Monreal, semejante a otras las órdenes militares y religiosas de la época, y que pasa por ser la primera orden militar fundada en España. En la misma comunica que el rey Alfonso I ha fundado una ciudad a la que llama Monreal, esto es, «mansión del rey celestial», en la que la citada milicia tendría una sede propia. Por todo ello se sabe que la fundación de Monreal tuvo lugar entre 1120 y 1124. El núcleo en torno al que se fundó la ciudad fueron el Castillo de Monreal, la torre y la iglesia situada en la misma fortaleza.
Monreal perteneció a la Comunidad de Daroca y aunque en febrero de 1221 fue incluida en la dote concedida por Jaime I a Leonor de Castilla, un mes más tarde este rey dispuso su reingreso en la Comunidad.  En el año 1248, por privilegio de Jaime I, este lugar se desligó de la dependencia de Daroca, pasando a formar parte de Sesma del Río Jiloca, en la Comunidad de Aldeas de Daroca, que dependían directamente del rey. Perduró este régimen administrativo hasta la muerte de Fernando VII, en 1833, siendo disuelta ya en 1838.
Ya en el siglo XIX, durante las guerras carlistas, Monreal fue escenario de cruentas batallas en dos de las contiendas. En la primera guerra carlista acabó siendo pasto de las llamas, lo que determinó el nacimiento del nuevo casco urbano. El historiador Pascual Madoz relata que en septiembre de 1839, el jefe carlista Llangostera mandó demoler la iglesia, la torre, el ayuntamiento y todos los edificios que formaban la plaza principal, así como la ermita de Santa Bárbara y un castillo próximo a ella; y que un ataque carlista que tuvo lugar el 6 de mayo del siguiente año, se saldó con el incendio de unas cien casas y el saqueo de parte del pueblo.
En el Diccionario geográfico-estadístico-histórico de España de 1845, Madoz indica que Monreal: 

Se compone de 350 casas, que forman el núcleo de población, entre ellas la del ayuntamiento, en la que se encuentra la cárcel... un paseo á la entrada de la villa á la parte Este; una fuente de escelentes [sic] aguas.

Asimismo señala que la villa producía «trigo puro, morcacho, centeno, cebada, cáñamo, patatas y azafrán», e indica la existencia de tres molinos harineros y algunos telares.
Ya en el siglo XX, la inauguración del ferrocarril en 1901 trajo consigo el mayor crecimiento de la historia de Monreal en cuanto a superficie urbana. Tras el golpe de Estado de 1936, el 21 de julio de ese mismo año, el alférez de la Guardia Civil se presentó en el ayuntamiento de la localidad y declaró el estado de guerra, ordenando destituir a todos los concejales. De esta manera, el valle del Jiloca y sus fortificaciones quedaron bajo control de la Guardia Civil y voluntarios locales. Más adelante, desde el bando republicano, se realizaron incursiones nocturnas para sabotear las líneas de comunicación del Jiloca, como la realizada en abril de 1937 cuando se saboteó la línea ferroviaria entre Caminreal y Monreal. En 2017 se encontró en el fondo del acuífero de los Ojos del Jiloca el mayor arsenal de explosivos de la Guerra Civil hallado en Aragón y uno de lo mayores de España: en total constaba de 538 granadas de mortero del calibre 81 que posiblemente fueron abandonadas por alguna posición de los bandos en contienda para evitar su posterior utilización.

## Demografía
Monreal cuenta con una población de 2541 habitantes (INE 2024).
| Gráfica de evolución demográfica de Monreal del Campo entre 1842 y 2021                                             |
| |
| Población de derecho según los censos de población del INE Población de hecho según los censos de población del INE |

A lo largo de los siglos XIV y XV los recuentos de población otorgan a Monreal entre 24 y 38 hogares, lo que equivale a unos 120-160 habitantes. El censo de España de 1857 registra una población de 1687 habitantes para el municipio, pero es a mediados del siglo XX —en 1940 y 1950— cuando alcanza su techo demográfico, con más de 3500 habitantes. Desde entonces, ha experimentado un descenso poblacional hasta los 2487 habitantes en 2020.

## Economía
Monreal del Campo, cuya economía tradicional se basaba en la agricultura y ganadería, ha experimentado en los últimos años una fuerte industrialización, lo que ha conllevado a su vez el desarrollo del sector terciario.
En la localidad existen cultivos de regadío y de secano, si bien predomina el cultivo de este último sobre el primero. El terreno de Monreal es apto para el cultivo de cereales y leguminosas, no así para los frutícolas en general, al ser muy frecuentes las heladas. Entre los cultivos de secano predominan el trigo y la cebada. En cuanto a la ganadería, esta actividad se centra en la cría y explotación de ganado porcino y bovino.
No se puede dejar de mencionar el cultivo del azafrán, de tanta importancia histórica en la comarca. Todo el valle del Jiloca fue durante muchos años cuna del azafrán, siendo Monreal el centro neurálgico de este cultivo. Las condiciones de la zona a 700 - 900 m de altitud, con fríos inviernos y veranos cortos pero calurosos, confieren a la región las características idóneas para cultivar esta preciada planta.
Aunque desde hace tiempo Monreal ha sido sede de industrias —fundamentalmente cárnicas—, su despegue industrial tuvo lugar en la década de 1990 a raíz de la construcción del polígono industrial El Tollo. Actualmente, la industria de la localidad se centra, además de en el sector cárnico, en el metalúrgico.

## Administración y política
| Período   | Alcalde                 | Partido | Partido |
| --------- | ----------------------- | ------- | ------- |
| 1979-1983 | Octavio López Buj       | Ind.    |         |
| 1983-1987 | Pedro Castellano Ibáñez | PSOE    |         |
| 1987-1991 | Pedro Castellano Ibáñez | PSOE    |         |
| 1991-1995 | Pedro Castellano Ibáñez | PSOE    |         |
| 1995-1999 | Pedro Castellano Ibáñez | PSOE    |         |
| 1999-2003 | Pedro Castellano Ibáñez | PSOE    |         |
| 2003-2007 | Pedro Castellano Ibáñez | PSOE    |         |
| 2007-2011 | Jesús Allueva Lorente   | PAR     |         |
| 2011-2015 | Pedro Castellano Ibáñez | PSOE    |         |
| 2015-2019 | Carlos Redón Sánchez    | PP      |         |

| Partido político    | Partido político                                   | 2003   | 2007   | 2011   | 2015   |
| Partido político    | Partido político                                   | Ediles | Ediles | Ediles | Ediles |
|                     | Partido de los Socialistas de Aragón (PSOE-Aragón) | 6      | 5      | 6      | 5      |
|                     | Partido Popular de Aragón (PP)                     | 5      | 4      | 3      | 5      |
|                     | Partido Aragonés (PAR)                             | —      | 2      | 2      | 1      |
|                     | Chunta Aragonesista (CHA)                          | 0      | 0      | 0      | —      |
|                     | Compromiso con Aragón (CCA)                        | —      | —      | 0      | —      |
| Total de concejales | Total de concejales                                | 11     | 11     | 11     | 11     |

## Cultura

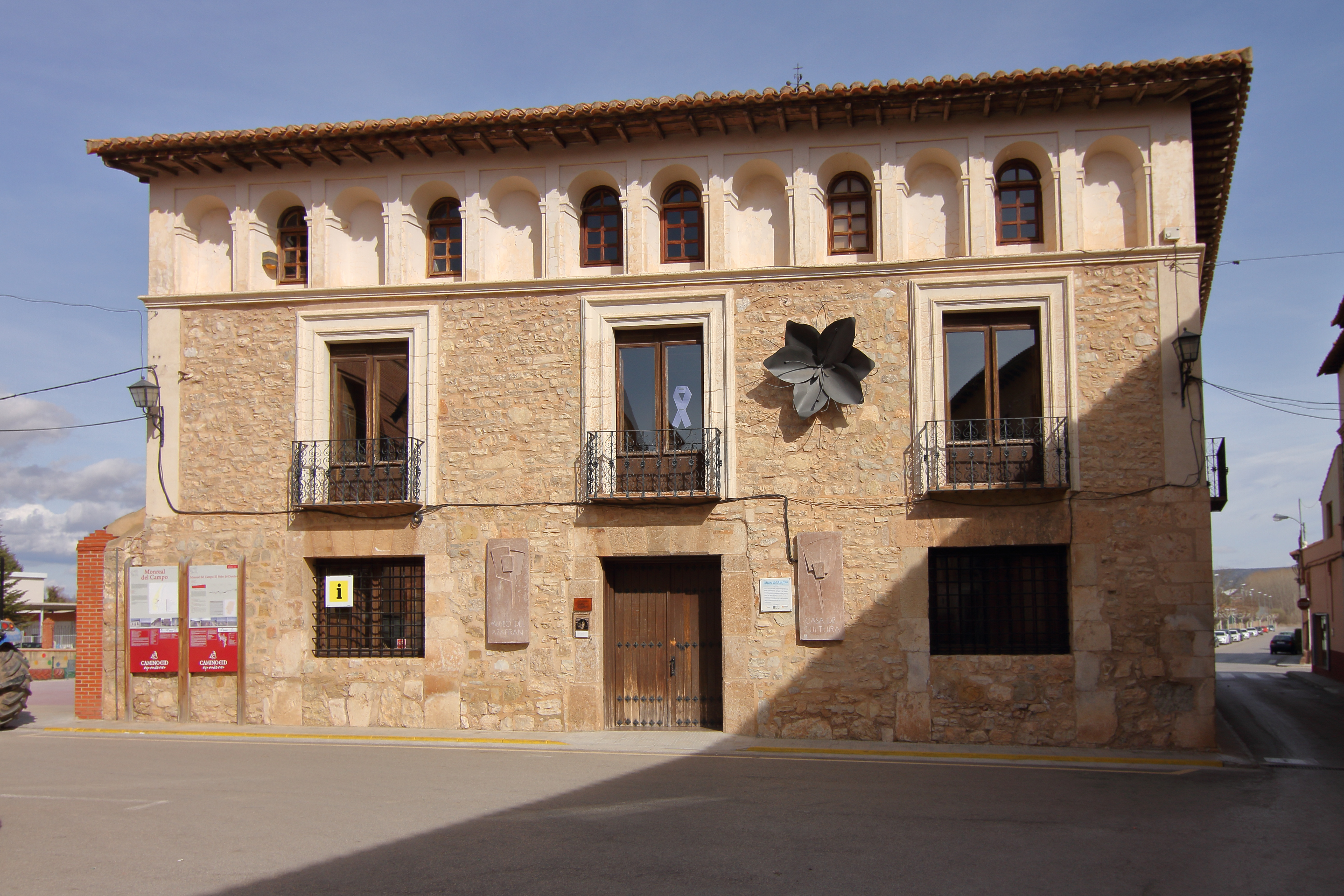
Museo del Azafrán

El Museo monográfico del Azafrán, en la plaza Mayor, tiene como objetivo salvaguardar la cultura y tradición de este cultivo que años atrás fue vital para la economía del lugar.
En la muestra permanente se exponen las faenas relacionadas con este producto tan apreciado y a la vez tan desconocido. Alberga herramientas y utensilios que se empleaban antiguamente para su cultivo y comercialización. El museo se ubica en un edificio del siglo XVII que perteneció a la familia de los Beltranes y fue escuela municipal. 
Por otra parte, Monreal forma parte del «Camino del Cid». Según el Cantar del mio Cid, Monreal del Campo es lugar de paso así como un enclave importante, pues es citado en dos ocasiones. Sin embargo es muy posible que el Cid histórico nunca conociera Monreal, ya que Rodrigo murió en 1099 y Monreal fue fundada unos veinte años después. Se piensa que el autor del Cantar, escrito a finales del siglo XII o principios del XIII, quiso recoger este lugar que, si bien anacrónico, podría servir de referencia a sus oyentes.

### Patrimonio

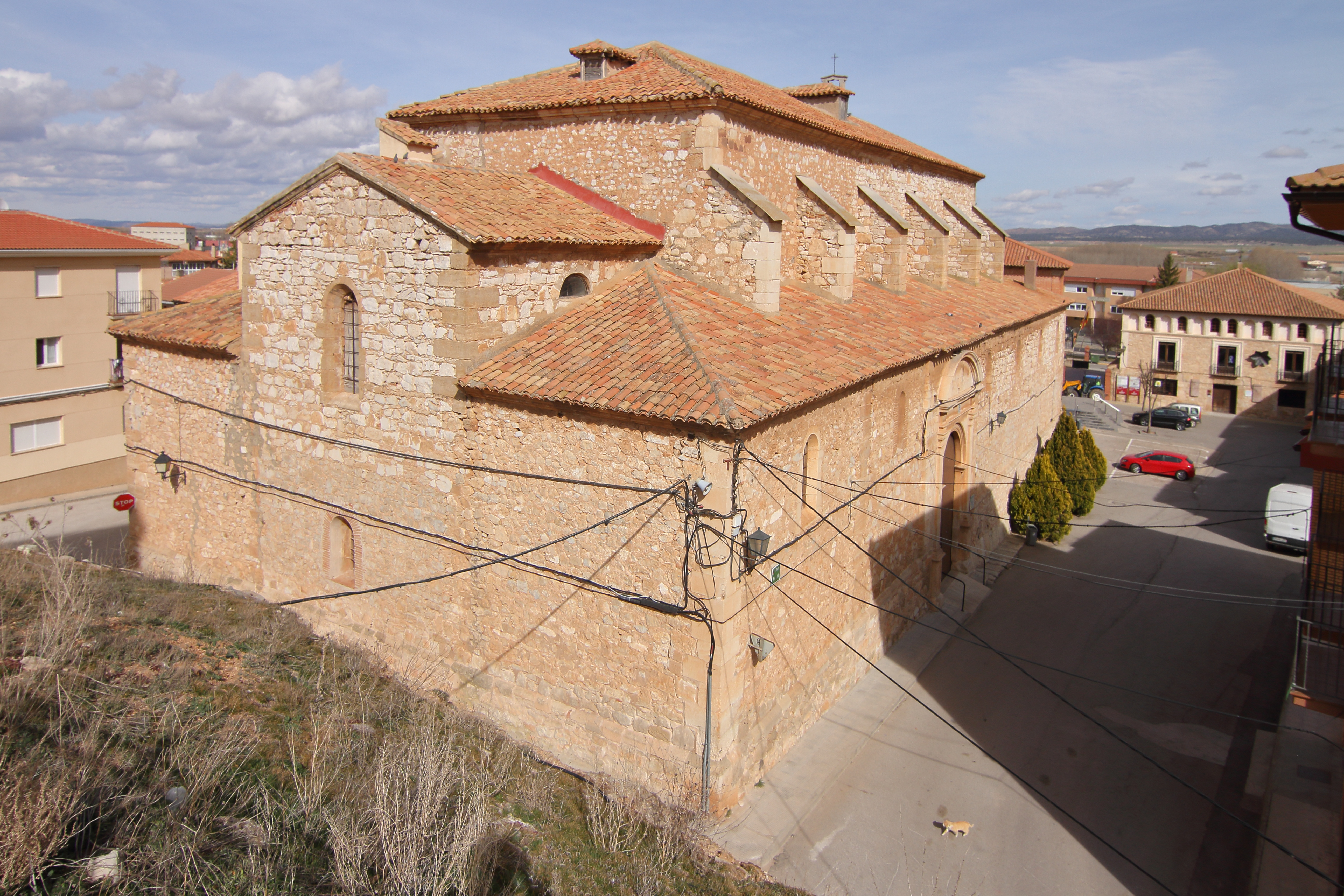
Iglesia de la Natividad de Nuestra Señora, templo del

Se conservan los restos del castillo de Monreal, sobre los cuales se yergue la torre-campanario de la anterior iglesia, del siglo XVI. El actual templo de la Natividad de Nuestra Señora es del siglo XIX, destacando las pinturas murales del presbiterio, los retablos neoclásicos, la cruz parroquial gótico-renacentista y su custodia. Para su construcción se empleó piedra gris y blanca. También se conserva una valiosa cruz procesional en plata dorada, obra de oficina daroquense de finales del siglo XV.
A orillas de la carretera de Valencia se levanta la ermita del Carmen, obra del siglo XVIII, remodelada y ampliada en 1967. Es una construcción de mampostería, con una nave, y cubierta a cielo raso.
En cuanto a arquitectura civil, en la plaza Mayor se pueden observar notables construcciones como el edificio del Ayuntamiento o la Casa-Palacio de Doña Concha, edificio de estilo renacentista aragonés del siglo XVII. Otra construcción de interés es la Casa de Perico Latorre, del siglo XVI, con una hornacina con la Virgen.
Destacan dos molinos harineros: el Molino Alto y el Molino Bajo.
Entre la población de Torrijo del Campo y de Monreal del Campo se encuentra El torreón de Villacadima, perteneciente al término de Monreal del Campo.

### Fiestas
- Festividad de San Antón. La víspera del 16 de enero se prenden hogueras alrededor de las cuales se reúnen los vecinos para cenar.
- Romería a la Virgen de la Carrasca. El primer domingo de mayo después de la Cruz de mayo tiene lugar la romería a la Virgen de la Carrasca, en Blancas.
- Feria de Artesanía y alimentación «Artemon». En el fin de semana más próximo al 25 de julio, es una antigua tradición que data de 1709, cuando fue concedida por el rey Felipe V. La feria se recuperó en 1995.
- Fiestas patronales de la Natividad de Nuestra Señora. Del 24 al 27 de agosto.
- Fiesta del pijama. El 7 de enero.

### Educación
En la localidad de Monreal del Campo existen los siguientes centros de enseñanza:
| Centro educativo                          | Tipo    | Oferta de estudios |
| ----------------------------------------- | ------- | --- |
| Escuela infantil Ricarda Gonzalo de Liria | Público | Educación infantil 0- 3 años. |
| CEIP Nuestra Señora del Pilar             | Público | Educación infantil y primaria. Bilingüe en inglés. |
| IES Salvador Victoria                     | Público | Educación secundaria (con una vía bilingüe en Inglés), bachillerato (Científico y de Humanidades y Ciencias Sociales), Ciclo Formativo de Grado Medio de Instalaciones Frigoríficas y de Climatización y de Instalaciones de Producción de Calor. |
| Escuela de Adultos                        |         | |
| Escuela Oficial de Idiomas                | Público | Enseñanza de idiomas para mayores de 14 años. |

## Ciudades hermanadas
- Auffay (Francia)[20]
- Tôtes (Francia)[20]